# Klaus Wiesmann
Klaus Wiesmann (* 13. August 1940 in Lemgo; † 28. September 2022) war ein Generalleutnant des Heeres der Bundeswehr, zuletzt Deutscher Militärischer Vertreter beim NATO-Militärausschuss, bei der Westeuropäischen Union und der Europäischen Union in Brüssel (Belgien).

## Militärische Laufbahn

### Ausbildung und erste Verwendungen
Wiesmann trat 1960 in Munster in die Bundeswehr ein. In der Laufbahn der Offiziere des Truppendienstes wurde er Offizieranwärter und wurde zum Offizier der Artillerietruppe ausgebildet. Nach deren Abschluss wurde er 1962 zum Leutnant befördert. Es folgten Verwendungen als Batterie-Feuerleitoffizier und vorgeschobener Beobachter, Ausbilder an der Offizierschule des Heeres, als Batteriechef einer Panzerartillerie-Batterie sowie als Batteriechef einer Stabs- und Versorgungsbatterie. Dabei erfolgten 1965 die Ernennung zum Oberleutnant und 1972 zum Hauptmann.
Wiesmann besuchte von 1971 bis 1973 den 14. Generalstabslehrgang Heer an der Führungsakademie der Bundeswehr in Hamburg, wo er zum Offizier im Generalstabsdienst ausgebildet wurde. Lehrgangskamerad war unter anderem der spätere 15. Inspekteur des Heeres Helmut Willmann. Während des Lehrgangs erfolgte die 1972 die Ernennung zum Major.

### Dienst als Stabsoffizier
Ab 1973 war Wiesmann Stabsoffizier G3 in der Operationsabteilung der Central Army Group der NATO in Mannheim. 1974 wurde er Referent in der Stabsabteilung für Militärpolitik des Führungsstabes der Streitkräfte im Bundesministerium der Verteidigung auf der Hardthöhe in Bonn. 1975 wurde er zum Oberstleutnant befördert und übernahm 1978 die Führung des Panzerartilleriebataillons 135 in Wetzlar. Anschließend wurde er G3-Stabsoffizier der 11. Panzergrenadierdivision in Oldenburg. 1981 erfolgte die Versetzung ins NATO-Hauptquartier nach Brüssel in Belgien, wo er im Bereich der Nuklearen Planungsgruppe beim Internationalen Militärstab tätig war. 1984 kehrte Wiesmann zurück ins Bundesministerium der Verteidigung als Referatsleiter Militärpolitik im Führungsstab der Streitkräfte.

### Dienst als General
1986 übernahm er das Kommando über die Panzergrenadierbrigade 11 in Bogen (Stadt). 1990 erfolgte eine weitere integrierte Verwendung als stellvertretender Abteilungsleiter Politik im Oberkommando der Alliierten Streitkräfte Mitteleuropa in Brunssum in den Niederlanden. 1992 wurde er Stabsabteilungsleiter III (Militärpolitik und Führung) im Führungsstab der Streitkräfte des Bundesministerium der Verteidigung in Bonn. Ab dem 1. April 1995 bis 2000 war Wiesmann der Deutsche Militärische Vertreter beim NATO-Militärausschuss und Vertreter bei der Westeuropäischen Union und der EU in Brüssel.

## Privates
Wiesmann war verheiratet.

## Ehrungen und Auszeichnungen
- 1992: Verdienstkreuz 1. Klasse des Verdienstordens der Bundesrepublik Deutschland
- Verdienstkreuz am Bande des Verdienstordens der Bundesrepublik Deutschland
- Ehrenkreuz der Bundeswehr in Gold
- Offizier der französischen Ehrenlegion

## Veröffentlichungen
- Die militärische Einsatzführung im Rahmen der europäischen Sicherheits- und Verteidigungspolitik (ESVP) (= Stiftung Wissenschaft und Politik [Hrsg.]: SWP-Studie). Berlin 2001.
- Die vielleicht letzte Chance der NATO : die Umsetzung der Prager Gipfelentscheidungen (= Stiftung Wissenschaft und Politik [Hrsg.]: SWP-Studie). Berlin 2003.